# Bộ Đậu (豆)
Bộ Đậu, bộ thứ 151 có nghĩa là "đậu" là 1 trong 20 bộ có 7 nét trong số 214 bộ thủ Khang Hy.
Trong Từ điển Khang Hy có 68 chữ (trong số hơn 40.000) được tìm thấy chứa bộ này.

## Tự hình Bộ Đậu (豆)

Giáp cốt văn
Kim văn
Đại triện
Tiểu triện

## Chữ thuộc Bộ Đậu (豆)
| Số nét bổ sung | Chữ                      |
| -------------- | ------------------------ |
| 0              | 豆/đậu/                  |
| 3              | 豇/giang/ 豈/khải/       |
| 4              | 豉/thị/                  |
| 5              | 豊/lễ/ 豋/đăng/          |
| 8              | 豌/oản/ 豍/biển/ 豎/thụ/ |
| 10             | 豏/hãm/                  |
| 11             | 豐/phong/                |
| 13             | 豑/trật/                 |
| 18             | 豒/dật/                  |
| 20             | 豓/diễm/                 |
| 21             | 豔/diễm/                 |